# Арно HD-41H
Арно HD-41H/Hanriot HD.41H (фр. Hanriot HD-41H) је француски двоседи хидроавион, једномоторни двокрилац који се производио 20-их година 20. века у француској фирми Авиони Арно и у Југославији Фабрика аероплана и хидроавиона Змај из Земуна.

## Пројектовање и развој
Авион Арно HD-41H је један од типова авиона Арно H-41 који је настао унапређењем верзије авиона Арно HD-17. Разлика између ових авиона је само у мотору, тј. мотор Клергет 9В (фр. Clerget 9B) снаге 100kW код Арно HD-17 замењен је мотором Саламсон 9Ас (фр. Salmson 9Ас) снаге 90kW. Први авион је направљен 1925. године када је извршен и први пробни лет. Укупно је направљено шест типова ових авиона:
- H-41 - двоседа варијанта авион за обуку,
- H-410 - верзија са Лорен 5Ра мототом (направљено 5 примерака),
- H-411 - верзија са Салмсон 7Ас мотором (направљено 2 примерка),
- LH-412 - верзија са Лорен 5Pb мотором (направљено 4 примерка + 3 преправљена H.410),
- HD-41H - хидроавион са Салмсон 9Ас мотором (направљено 12 примерака + 10 примерака направљено по лиценци у југословенској фирми Фабрика аероплана и хидроавиона Змај. На 3 примерака авиона произведених у југословенском „Змај"-у, 1932. године извршена је конверзија мотора уместо мотора Салмсон 9Ас уграђени су мотори Валтер Марс 145 KS,
- H-40S - Санитетска верзија са Салмсон мотором снаге 88 kW мотором (направљено 12 примерака 1926. god. + коришћен у Југословенском краљевском ратном ваздухопловству (ЈКРВ) од 1926 до 1936. год,)

### Технички опис
Авион Арно HD-41H је једномоторни двокрилни двоседи хидроавион. Авион је потпуно дрвене конструкције.
Труп је решеткаста конструкција пресвучена платном а предњи део трупа на кога је причвршћен ваздухом хлађени радијални (звездасти) мотор је обложен лимом. Попречни пресек трупа је парвоугаоног облика.
На овим авионима су се обично користили радијални ваздухом хлађени мотори Салмсон од 120 KS и јачи Валтер Марс од 145 KS. Елиса која покреће авион је двокрака, направљена од дрвета фиксног корака.
Крила су четвртастог облика са по два пара упорница са сваке стране и притегнута затезницама од челичних ужади. Крилца има и на горњим и доњим крилима. Крила су дрвене конструкције пресвучена платном
Стајни трап је фиксан конвенционалног типа са два пловка уместо точкова која му омогућавају слетање и полетање са водених површина.

## Оперативно коришћење
Авион Арно HD-41H је поред коришћења у морнарици Француске још коришћен у морнарицама Грчке, Португалије и Југославије. Поред основне намене, обуке и тренаже пилота авион је коришћен за извиђање и као авион за везу. У употреби је био до краја Другог светског рата.
Хидроавиони (хидроплани) Арно HD-41H коришћени су у југословенском поморском ваздухопловству у школама ПВ (Поморског ваздухопловства) после основне обуке на авионима Икарус ШМ (Шимикама), као нека врста прелазног хидроавиона на веће и теже машине. Прва четири авиона су испоручена половином 1927. године, следећа два у јесен исте године а последња 4 примерка у мају 1928. године. Постојао је план да се код 6 ових авиона мотори Салмсон од 120 KS замене снажнијим чехословачким моторима Валтер Марс од 145 KS. Замена је почела зиме 1931/32. године у радионици II Хидропланске команде у Дивуљама. Пошто је команда ПВ имала на располагању само 8 ових мотора један је био у резерви 3 су уграђена на авионе Арно HD-41H а 4 мотора су уграђена у авионе Физир ФН који су популарно звани „Мали Физир“ или „Физир Марс" Служба авиона Арно HD-41H је трајала нешто више од 10 година а последњи примерци су повучени из употребе 1939. године. Носили су ознаке ШХ (Школски Хидроплан) са бројевима од 63 до 72. Један од авиона овог типа после повлачења из војне службе, Поморско ваздухопловство је поклонило Средишној управи Аеро-клуба „Наша Крила“ који је 5. јуна 1938. године регистрован у Цивилном регистру авиона са ознаком YU-PFI. Овај авион су Италијани заробили у току Априлског рата 1941. године и после тога му се губи сваки траг.

## Особине авиона Арно HD-41H

### Опште карактеристике
- Мотор - 1 x 88 kW Салмсон 9Ас,
- Елиса - двокрака,
- Размах крила - 10,26 m,
- Површина крила - 34,90 m²,
- Дужина авиона - 8,46 m,
- Висина авиона - 3,25 m,
- Тежина празног авиона - 725 kg,
- Тежина пуног авиона - 1.000 kg,
- Посада - 2 члана.
- Стајни трап - Фиксан

### Перформансе
- Максимална брзина - 130 km/h,
- Путна брзина - 105 km/h,
- Највећи долет - 400 km,
- Плафон лета - 3.500 m.

## Земље које су користиле овај авион
| - Француска - Грчка - Португалија - Југославија: |